# چکچک ابلق خاوری
چکچک ابلق خاوری (نام علمی: Oenanthe picata) گونه‌ای چکچک کوچک از تیره مگس‌گیران (حشره‌گیران بر قدیم) است. این پرنده در آسیای مرکزی، شمال‌غربی هند، پاکستان، جنوب شرقی ایران، و دوسوی تنگه هرمز زندگی می‌کند.

## توصیف ظاهری
چکچک ابلق خاوری ۱۵ سانتی‌متر طول دارد. پرنده نر آن همانند چکچک سرسیاه است اما با تارک سیاه، و روی تنه و چانه نیز شفاف نیستند. زیر تنه سفید و پرهای پوششی زیر دم در پاییز گاه نخودی هستند. پرنده ماده با رو تنه قهوه‌ای چانه قرمز قهوه‌ای و گاهی گلوی سیاه دیده می‌شود.